# Solidustemperatur
Die Solidustemperatur kennzeichnet die Temperatur einer Legierung, einer Keramik, eines Gesteins oder Minerals, bei und unterhalb der die Substanz vollständig in fester Phase vorliegt.
Daneben weisen die genannten Substanzen noch die Liquidustemperatur auf, bei und oberhalb der die Substanzen vollständig in flüssiger Phase vorliegen.
Zwischen Solidus- und Liquidustemperatur ist die Substanz breiartig, feste und flüssige Phasen existieren nebeneinander. Dieses Temperaturintervall nennt man auch Schmelzintervall.
Bei eutektischen Legierungen fallen Liquidus- und Solidustemperatur zusammen, z. B. ISO BSn63Pb 178 (L-Sn63PbAg) bei 178 °C. Hier erfolgt der Übergang von fest zu flüssig schlagartig und wird als eutektischer Punkt bezeichnet.